# Bundhaube

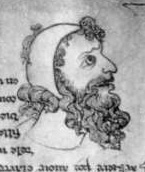
Mann mit Bundhaube aus dem Skizzenbuch des Villard de Honnecourt, um 1230

Eine Bundhaube, Bunthaube, Coiffe, auch Hersenier (altertümlich: Härsenier) ist eine mittelalterliche Kopfbedeckung. Sie wurde sowohl von Männern aller Schichten als auch von Kindern getragen.
In der Regel war sie aus weißem Leinen gewebt und konnte unter dem Kinn zusammengebunden werden.
Sie diente auch als Schutz unter einer Krone oder in einer gefütterten Variante unter einem Ritterhelm.
Bei den Dogen von Venedig war sie bis 1797 Bestandteil der offiziellen Amtstracht.

## Verwendung in der Rüstung

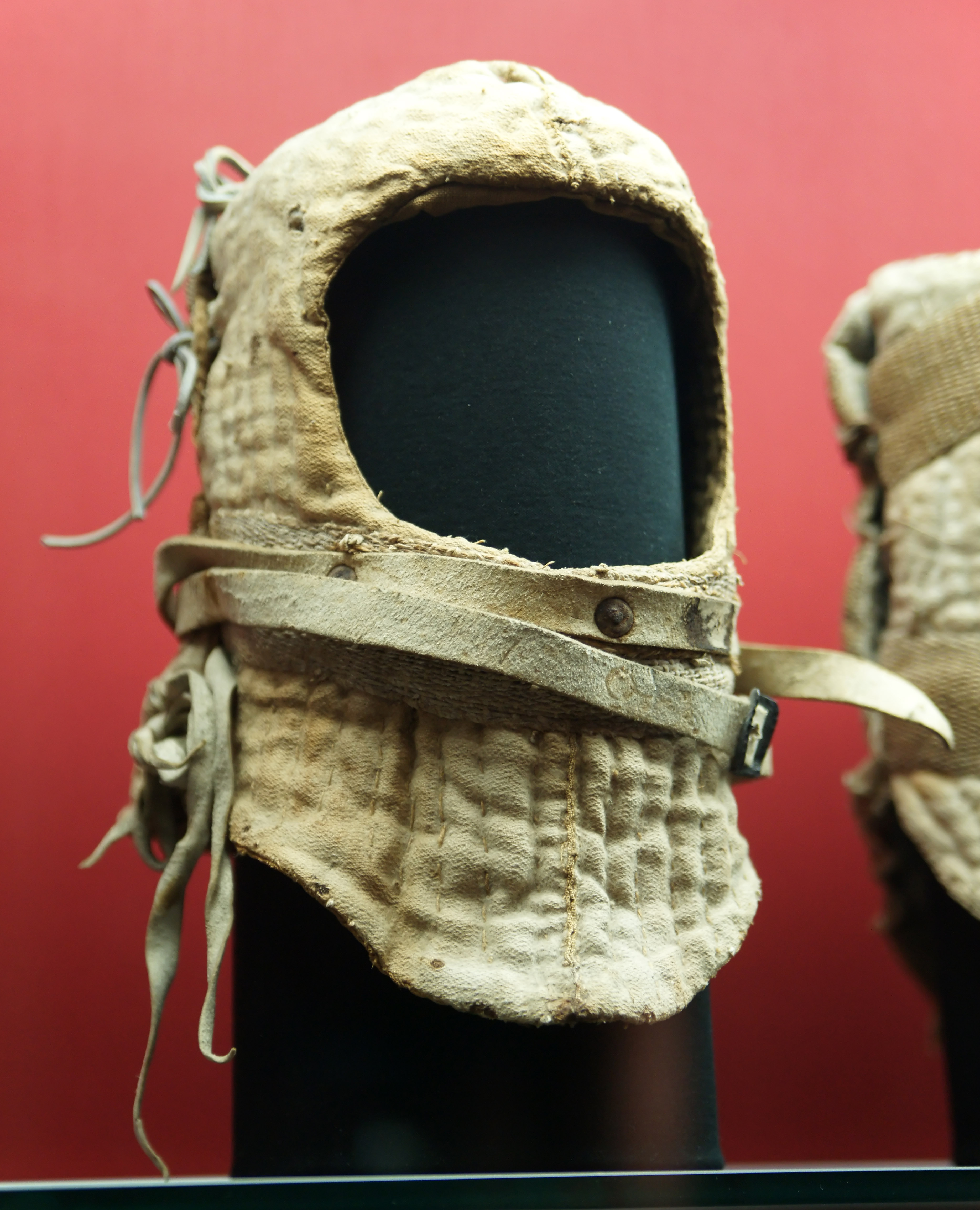
Turnierhaube

Die Trageabsicht war die Minderung des Druckes der metallenen Kopfbedeckungen. Auch der Impuls von Hieben sollte gemindert werden. Der Kopfschutz erfolgte zuerst mit einem gepolsterten Käppchen, dem sogenannten Batvat. Weiter wurden aufgesetzt die Bundhaube, die Beckenhaube und das Hütelin oder Hütel. Letztere war eine Filzmütze, welche auch über die Beckenhaube gezogen wurde. Erst auf diese vier Dinge wurde der Helm gesetzt.
Im 12. Jahrhundert waren die Bundhaube und die Brünne zu einem einheitlichen Kleidungsstück vereint worden. Als Brünne wurde eine Art des Panzerhemdes bezeichnet.
Eine Weiterentwicklung der Bundhaube ist die Helmkappe oder Turnierhaube, die größer und stärker gepolstert war. Sie wurde unter den schweren Stechhelmen getragen und mit Lederriemen am Helm fixiert.
Die altertümliche Bezeichnung „Härsenier“ ist in alten Texten anzutreffen: »Man stroufte im ab sîn härsenier«; »Sîn härsenier von im er zôck, des twanc in starkiu hitze«.
Die Landsknechte trugen später ebenfalls Bundhauben, die aber entsprechend der übrigen Landsknechtsmode äußerst aufwendig mit Schlitzen und Rüschen dekoriert waren. Manche Landsknechte trugen darunter eine stählerne Hirnhaube zum Schutz der Schädeldecke.